# 이광필 (고려)
이광필(李光弼)은 고려 시대의 화가이다. 전주(全州) 사람이며 이녕의 아들이다. 그림으로서 명종(明宗)의 총애를 받았는데 명종은 문신(文臣)을 시켜 소상팔결(瀟湘八景)의 부(賦)를 짓게 하고 그가 그림을 그리게 했다. 이광필의 아들이 어떤 벼슬자리에 오르게 될 때 한 신하가 이를 반대하니 왕이 "너는 이광필이 나라의 보배임을 생각하지 못하느냐. 그가 아니면 삼한(三韓)의 그림이 거의 끊어졌을 것이다"라고 말하며 그 신하를 굴복시킬 만큼 이광필을 사랑하여 함께 종일 그림에만 몰두하여 나랏일까지 잊게 만들었다는 기록이 전해진다.